# Јагодно
Јагодно је насељено место у саставу Града Велике Горице, у Туропољу, Хрватска.

## Становништво
На попису становништва 2011. године, Јагодно је имало 521 становника.

## Попис1991.
На попису становништва 1991. године, насељено место Јагодно је имало 272 становника, следећег националног састава:
| Попис 1991.‍  | Попис 1991.‍  | Попис 1991.‍ | Попис 1991.‍ | Попис 1991.‍ |
| ------------ | ------------ | ----------- | ----------- | ----------- |
|              |              |             |             |             |
| Хрвати       | Хрвати       |             | 253         | 93,01%      |
| Срби         | Срби         |             | 10          | 3,67%       |
| Црногорци    | Црногорци    |             | 1           | 0,36%       |
| неопредељени | неопредељени |             | 7           | 2,57%       |
| регион. опр. | регион. опр. |             | 1           | 0,36%       |
| укупно: 272  |              |             |             |             |